# Estola trinidadensis
Estola trinidadensis là một loài bọ cánh cứng trong họ Cerambycidae.